# Otto Gottfrid Hallström
Otto Gottfrid Hallström, född 14 april 1813 i Söderhamn, död 29 mars 1880 i Köping, var en svensk industriman.
Otto Gottfrid Hallström var son till källarmästaren och rådmannen Olof Gabriel Hallström. Han genomgick Teknologiska institutet och blev civilingenjör 1830. 1832–1840 var han verkmästare vid Nyköpings Mekaniska Verkstad. På 1840-talet drev Hallström tillsammans med Georg Theodor Chiewitz en ingenjörsbyrå i Stockholm för järnvägs- och brobyggnader. Han var svensk kommissarie vid Världsutställningen 1851. 1852–1856 var han disponent vid Forsbacka bruks verkstad. 1856 grundade Hallström med William Lindberg som förlagsman Köpings mekaniska verkstad, som 1872 ombildades till aktiebolag med Hallström som VD. Verkstaden tillverkade först ångmaskiner, tröskverk, redskap och gjutgods för bergslagsbruken, från 1860 verktygsmaskiner, som senare blev fabrikens specialitet. 1872 inköptes Köpings axelfabrik med en betydande tillverkning av vagnaxlar. Efter hans död övertogs verkstadens ledning av hans söner.